# かりそめの恋 (三条町子の曲)
『かりそめの恋』（かりそめのこい）は、1949年（昭和24年）11月に林伊佐緒がリリースしたシングル『愛染草』のB面（両A面）に収録された三條町子（三条町子）の楽曲のタイトル、および1964年（昭和39年）に大津美子がリリースしたシングル、ならびに同シングルのA面楽曲のタイトルである。

## 略歴・概要
本シングルは、1949年に大映東京撮影所が製作した上原謙と水戸光子主演、田中重雄監督の映画『愛染草』の劇伴音楽をキング音響（現在のキングレコード）専属の飯田三郎が手がけた際に、大映がキング音響とタイアップして制作された同作の主題歌『かりそめの恋』と、映画と同タイトルの林伊佐緒の楽曲をカップリングして、同年10月9日の同作の公開に合わせ、同年11月にリリースされたシングルである。三条にとっては、前年の1948年（昭和23年）に本名の宮野信子の名でデビューし、三條町子と改名した最初のシングルである。作詞はキング専属の髙橋掬太郎、リリースナンバーはC-497である。
大津版は、大津美子のキングレコードでの最後のシングルにあたり、同曲をカヴァーすることとなった。編曲は小川寛興が手がけ、B面楽曲は1937年（昭和12年）の島田磬也作詞、阿部武雄作曲による上原敏・結城道子のデュエット曲『裏町人生』をカヴァー、同曲の編曲も小川が手がけた。リリースナンバーはEB-1071である。大津は同年、ビクターレコード（日本ビクターの音楽部門、現在のビクターエンタテインメント）に移籍する。
1971年（昭和46年）9月、テイチクレコード（現在のテイチクエンタテイメント）所属の菊池章子がカヴァーし、シングル『君待てども』のB面に収録されてリリースされた。『かりそめの恋』はキングの管理楽曲であるため、キングの二葉百合子に菊池の『岸壁の母』を提供することになり、これがきっかけで1972年（昭和47年）にリリースされた『岸壁の母』は250万枚を売り上げ、二葉の代表曲になるという結果を生む。
菊池のシングルと同年の1971年、シングル『稚内ブルース』でキングレコードからデビューした原みつるとシャネル・ファイブがリリースしたファーストアルバム『稚内ブルース』で、本作をカヴァーしている。編曲は船木謙一が行なった。
ほかにも、瀬川瑛子、八代亜紀、中村美律子、美輪明宏、川中美幸、大月みやこ、春日八郎、倍賞千恵子、森進一、北島三郎、バーブ佐竹、井手せつ子らがカヴァーしている。

## 収録曲

### 三條版
1. 愛染草
  - 歌唱林伊佐緒
  - 作詞髙橋掬太郎 / 作曲・編曲飯田三郎
  - 演奏 キングオーケストラ
  - 演奏時間 : 3:05
  - 音楽出版社 : キングレコード
2. かりそめの恋
  - 作詞髙橋掬太郎 / 作曲・編曲飯田三郎
  - 演奏 キングオーケストラ
  - 演奏時間 : 3:15
  - 音楽出版社 : キングレコード

### 大津版
1. かりそめの恋
  - 作詞髙橋掬太郎 / 作曲飯田三郎 / 編曲小川寛興
  - 演奏 ニューパシフィックオーケストラ
  - 演奏時間 : 3:29
  - 音楽出版社 : キングレコード
2. 裏町人生
  - 作詞島田磬也 / 作曲阿部武雄 / 編曲小川寛興
  - 演奏 ニューパシフィックオーケストラ
  - 演奏時間 : 不明
  - 音楽出版社 : キングレコード

## 註
1. 1 2  愛染草、日本映画データベース、2010年9月11日閲覧。
2. 1 2 3  作品データベース検索 検索結果、一般社団法人日本音楽著作権協会 JASRAC、2010年9月10日閲覧。
3. 1 2  シングル『かりそめの恋』、大津美子、キングレコード、1964年、ジャケットの記述。
4. ↑  『歌謡曲おもしろこぼれ話』、長田暁二、社会思想社、2002年 ISBN 4390116495, p.109.
5. 1 2  アルバム『稚内ブルース』、原みつるとシャネル・ファイブ、キングレコード、1971年、ジャケットおよびライナーの記述。